# Карабанов, Пётр Матвеевич
Пётр Матвеевич Карабанов (19 июля 1765, Смоленск — 22 апреля 1829) (или по уточнённым данным родился раньше, в 1753/1754 годах) — русский поэт-архаист из рода Карабановых.

## Биография
Был добрачным (и неузаконенным) сыном дворянина Матвея Михайловича Карабанова, у которого впоследствии родился законный сын Пётр Матвеевич Карабанов (31 декабря 1769 — 16 октября 1823), ставший дедом писателя Константина Николаевича Леонтьева.
Воспитывался Пётр Матвеевич Карабанов-старший (по покаянной и слёзной просьбе отца) в доме архиепископа Платона (Левшина) (а точнее, Смоленского Архиерея Парфения). После обучения в тверской и троицкой семинариях поступил в 1782 году в Московский университет. До выхода в отставку в 1791 году служил в Нарвском карабинерном полку аудитором канцелярии князя Г. А. Потёмкина. Есть сведения, что во время Отечественной войны 1812 года некий майор Карабанов (не доказано, что именно он) собрал на свои средства роту ополченцев, лично командовал отрядом подвижной милиции. После войны продолжал службу по придворному ведомству, с 1827 года — статский советник.
Принадлежал к литературному лагерю «архаистов», был членом Российской академии (с 1803 года) и Беседы любителей русского слова (с 1811). Писал главным образом оды, пользовавшиеся некоторой популярностью на рубеже XVIII—XIX веков. Их собрание вышло под названием «Стихотворения Петра Карабанова, нравственные, лирические, любовные, шуточные и смешанные, оригинальные и в переводе» (М., 1801; 2 изд., доп., с добавлением «Поэмы о садах» Делиля, СПб., 1812). Карабанов перевёл стихами «Альзиру» Вольтера (СПб., 1786, 1798 и М., 1811).
Кое-что о его единокровном младшем брате.

Человек весьма состоятельный, П. М. Карабанов (младший) владел в Вяземском уезде 800 душами мужского пола. Его вяземские имения включали сёла Соколово и Спасское-Телепнево. По воспоминаниям его внука К. Н. Леонтьева, в Петре Карабанове «нечто тонкое версальское уживалось с самым страшным по своей необузданной свирепости азиатством». Оставил 4-х детей в браке с Александрой Эпафродитовной Станкевич (из семьи костромских помещиков). Среди них наиболее примечателен Владимир Петрович Карабанов (ум. 1842), генерал-майор, смоленский губернский предводитель дворянства.
Умер в 64 года в Петербурге 22 апреля (4 мая) 1829 года, похоронен на Волковском кладбище.